# Lorenzo Baldisseri
Lorenzo kardinál Baldisseri (* 29. září 1940, Barga, Itálie) je italský římskokatolický kněz, arcibiskup, Emeritní Generální sekretář Biskupské synody a Emeritní sekretář Kolegia kardinálů. Dne 22. února 2014 jej papež František jmenoval kardinálem.

## Život
Baldisseri studoval na Papežské lateránské univerzitě, na univerzitě v Perugii a diplomacii na Papežské církevní akademii. Na kněze byl vysvěcen 29. června 1963 arcibiskupem Ugem Camozzo.
Dne 15. ledna 1992 ho papež Jan Pavel II. jmenoval titulárním arcibiskupem Diocletiana a apoštolským nunciem v Haiti (1992–1995). Biskupské svěcení přijal 7. března téhož roku z rukou kardinála Angela Sodano a spolusvětiteli byli Justin Francis Rigali a Alessandro Plotti. Dále působil jako apoštolský nuncius v Paraguayi (1995–1999), v Indii (1999–2002), v Nepálu (1999–2002) a v Brazílii (2002–2012) a také jako sekretář Kongregace pro biskupy (2012–2013). V letech 2012 - 2014 byl sekretářem Kolegia kardinálů. Když se po volbě papeže Františka odehrával v ještě uzavřeném konkláve úkon úcty a poslušnosti vůči nově zvolenému papeži, dal František před ním klečícímu Baldisserimu na hlavu svůj kardinálský baret se slovy „Jsi napůl kardinálem.“ Oficiálně byl kreován kardinálem na konzistoři dne 22. února 2014. V letech 2013 - 2020 vykonával funkci Generálního sekretáře Biskupské synody a dne 28. ledna 2014 rezignoval na funkci sekretáře Kolegia kardinálů.

## Biskupská genealogie
Následující tabulka obsahuje genealogický strom, který ukazuje vztah mezi svěcencem a světitelem – pro každého biskupa na seznamu je předchůdcem jeho světitel, zatímco následovníkem je biskup, kterého vysvětil. Rekonstrukcím a vyhledáním původu v rodové linii ze zabývá historiografická disciplína biskupská genealogie.
1. Scipione Rebiba
2. Giulio Antonio Santorio
3. Girolamo Bernerio OP
4. Galeazzo Sanvitale
5. Ludovico Ludovisi
6. Luigi Caetani
7. Ulderico Carpegna
8. Paluzzo Paluzzi Altieri Degli Albertoni
9. Benedikt XIII.
10. Benedikt XIV.
11. Klement XIII.
12. Marcantonio Colonna
13. Hyacinthe-Sigismond Gerdil B
14. Giulio Maria della Somaglia
15. Carlo Odescalchi SJ
16. Eugène de Mazenod OMI
17. Joseph Hippolyte Guibert OMI
18. François Marie Benjamin Richard de la Vergne
19. Pietro Gasparri
20. Clemente Micara
21. Antonio Samorè
22. Angelo Sodano
23. Lorenzo Baldisseri